# 일본의 텔레비전 애니메이션 목록
일본의 텔레비전 애니메이션 목록에서는 일본의 텔레비전 애니메이션의 목록이다.
정렬 순서는 가나다순과, 일본어의 오십음도 순이 있다.

## 가나다순
- 일본의 텔레비전 애니메이션 목록/ㄱ
- 일본의 텔레비전 애니메이션 목록/ㄴ
- 일본의 텔레비전 애니메이션 목록/ㄷ
- 일본의 텔레비전 애니메이션 목록/ㄹ
- 일본의 텔레비전 애니메이션 목록/ㅁ
- 일본의 텔레비전 애니메이션 목록/ㅂ
- 일본의 텔레비전 애니메이션 목록/ㅅ
- 일본의 텔레비전 애니메이션 목록/ㅇ
- 일본의 텔레비전 애니메이션 목록/ㅈ
- 일본의 텔레비전 애니메이션 목록/ㅊ
- 일본의 텔레비전 애니메이션 목록/ㅋ
- 일본의 텔레비전 애니메이션 목록/ㅌ
- 일본의 텔레비전 애니메이션 목록/ㅍ
- 일본의 텔레비전 애니메이션 목록/ㅎ

## 일본어의 오십음도 순
- (あ행)
- (か행)
- (さ행)
- (た행)
- (な행)
- (は행)
- (ま행)
- (や행)
- (ら행)
- (わ・を・ん행)

## 기타
- 일본의 텔레비전 애니메이션 목록 (알파벳)